# ماشويل
لوي (لويس) ماشويل (بالفرنسية: Louis Machuel)‏ Louis Machuel (ت. 1340 ه‍ـ / 1922 م) هو مستشرق فرنسي.
من آثاره «دليل الدارسين» و «منتخبات تاريخية وأدبية» و «معجم عربي فرنسي».